# Sulzer Siedlung
Die Sulzer Siedlung (umgangssprachlich auch Susi genannt) ist ein Ortsteil der Thüringer Landeshauptstadt Erfurt. Er ist nach dem ehemaligen Dorf Sulza benannt.

## Geografie
Die Sulzer Siedlung liegt im Thüringer Becken etwa sechs Kilometer nördlich des Erfurter Stadtkerns. Westlich von ihr erhebt sich der Rote Berg, östlich liegt der Sulzer See, eine zu den Erfurter Seen gehörende geflutete Kiesgrube. Nachbardörfer sind Mittelhausen im Nordwesten, Stotternheim im Norden und Schwerborn im Nordosten. Südlich der Sulzer Siedlung liegen das Plattenbaugebiet Roter Berg und das Industriegebiet Hohenwinden sowie die Salinesiedlung und die Stollbergsiedlung.

## Geschichte

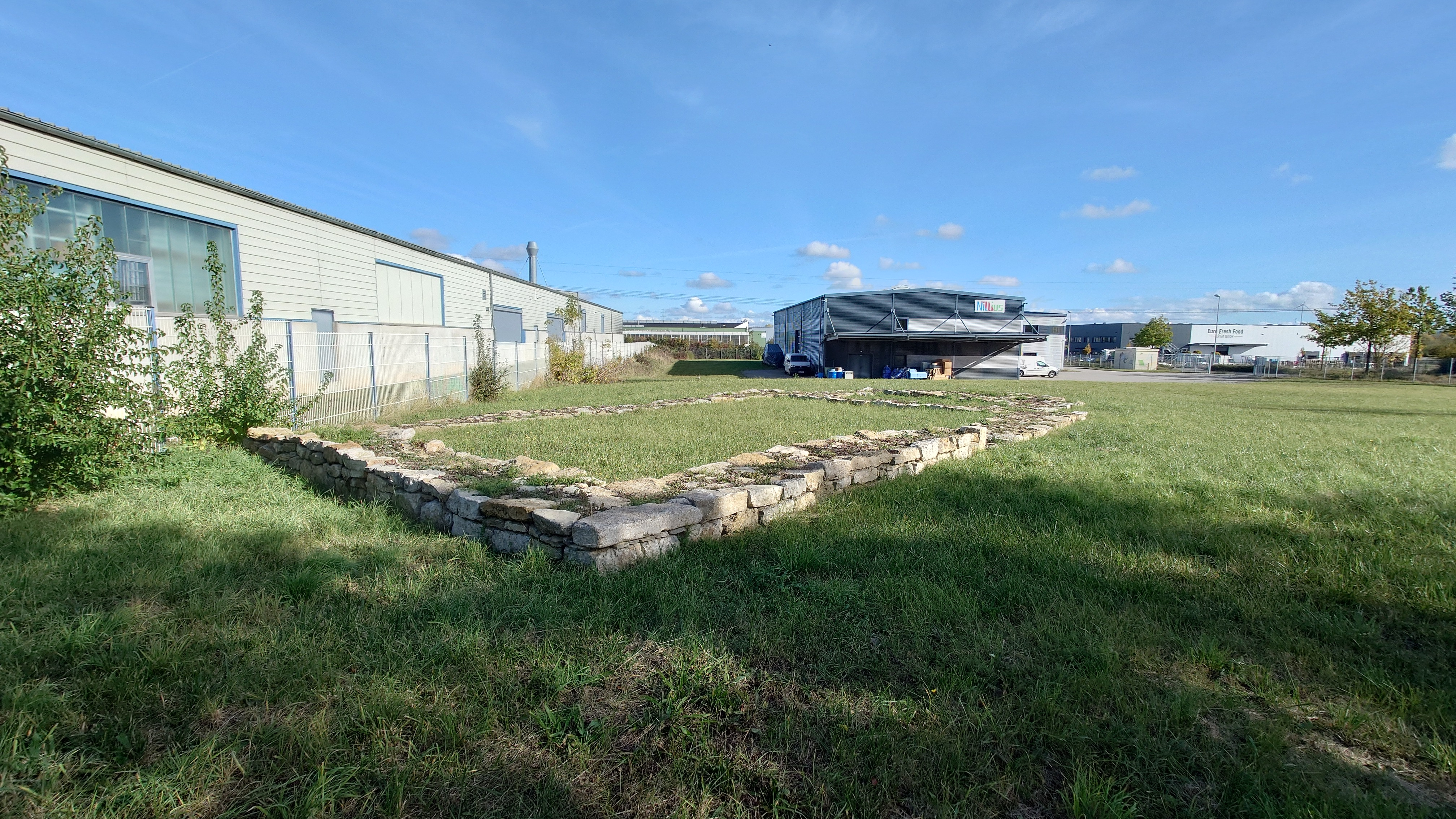
Archäologisches Denkmal „Kirche der Dorfwüstung Sulza“ im Gewerbegebiet nördlich der Siedlung

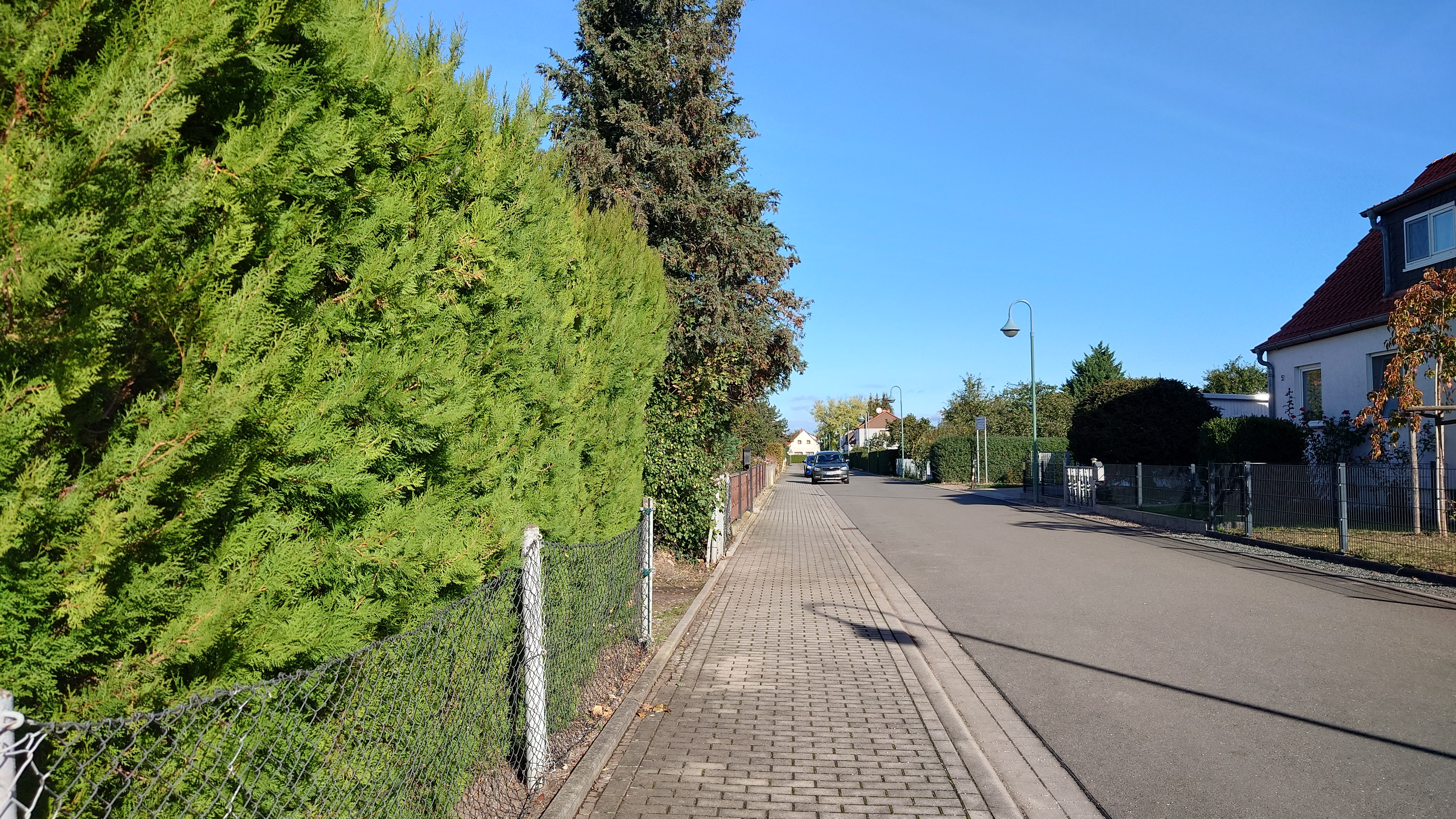
Am Sömmerdaer Weg in der Sulzer Siedlung

Im Mittelalter (1265 urkundlich nachgewiesen) bestand ein Dorf namens Sulza am Fuße des Roten Bergs im Bereich der heutigen Bergrat-Voigt-Straße, das jedoch beim Beginn der Neuzeit bereits eine Wüstung war. Die Flurbezeichnung Sulza blieb für das Gebiet erhalten. 
Die Sulzer Siedlung entstand als Kleinsiedlung der Organisierten Gruppenselbsthilfe nach der Weltwirtschaftskrise von 1929. Mit Hilfe der Stadtverwaltung konnten arbeitslose Familien auf dem Gebiet östlich der Stotternheimer Straße Grundstücke beziehen und darauf ein Siedlungshaus mit Garten zur Selbstversorgung errichten. 1932 wurden die ersten Häuser fertiggestellt. Zunächst noch mitten in den Feldern gelegen, wuchs die Stadt Erfurt bis 1990 an die Sulzer Siedlung heran, sodass diese heute direkt ins Industriegebiet Hohenwinden übergeht.
1994 wurde nördlich der Siedlung ein Gewerbegebiet angelegt. Bei den Erschließungsarbeiten fand man Reste der Dorfkirche und des Friedhofs von Sulza. Der Kirchengrundriss wurde mit alten Natur-Mauersteinen nachgebildet und ist heute als archäologisches Denkmal „Kirche der Dorfwüstung Sulza“ zu besichtigen, allerdings nur durch einen Zaun, da die Fundstelle auf privatem Firmengelände liegt. Im Boden sind mehrere Lagen des Mauerwerks erhalten.
Erst 1995/1996 wurde die Siedlung ans Abwassernetz der Stadt angeschlossen. Im Jahr 2000 wurde das neue Bürgerhaus eröffnet, die Siedlung durch 115 Einfamilienhäuser nach Westen erweitert und zum eigenen Stadtteil erhoben.

### Einwohnerentwicklung
In der nachstehenden Tabelle ist die Entwicklung der Einwohnerzahl seit 1995 dargestellt. Ermittelt wurden die Werte jeweils zum Stichtag 31. Dezember.
| Jahr      | 1995 | 2000 | 2005 | 2010 | 2015 | 2020 |
| --------- | ---- | ---- | ---- | ---- | ---- | ---- |
| Einwohner | 0774 | 0774 | 1134 | 1053 | 1006 | 1008 |

## Wirtschaft und Verkehr
Die Sulzer Siedlung liegt im Erfurter Norden, umgeben von zahlreichen Gewerbe- und Industriegebieten, die vielen Siedlern einen Arbeitsplatz bieten.
Die Siedlung liegt an der Stotternheimer Straße, die von Erfurt nach Stotternheim und weiter nach Sömmerda führt. Auf dem Gebiet der Siedlung liegt an dieser Straße die Autobahnanschlussstelle Erfurt-Stotternheim der Bundesautobahn 71. Am Rand der Siedlung verläuft die Bahnstrecke Sangerhausen–Erfurt mit dem Regionalbahnhalt Erfurt Ost in der Nähe der Siedlung. Zusätzlich verkehrt ein Stadtbus in der Sulzer Siedlung.